# Атланта трашерси
Атланта трашерси (енгл. Atlanta Thrashers) су били амерички хокејашки клуб из Атланте. Клуб је утакмице као домаћин играо у Филипс арени капацитета 18.545 места. Такмичили су се у Националној хокејашкој лиги (НХЛ).
Клуб се такмичио у Југоисточној дивизији Источне конференције. Боје клуба су биле црна, плава, браон и бела.

## Историја
Трашерси су основани 1999 и нису освојили ниједан Стенли куп. Највећи успех им је прво место у Југоисточној дивизији у сезони 2006/07. У мају 2011. клуб је продат канадској ТНСЕ групи (енгл. True North Sports & Entertainment) која га је преселила у Винипег (покрајина Манитоба) и променила назив у Винипег џетси.

## Трофеји
- Југоисточна дивизија:
  - Првак (1) : 2006/07.